# Laurids Theodor Rosendahl
Laurids Theodor Rosendahl (18. september 1879 - 11. juni 1959) var en dansk gasmåleraflæser, politiker for DKP og fagforeningsformand for smedene i Esbjerg imellem 1923 til 1954. Rosendahl var medlem af Esbjerg byråd fra 1937 og til han blev arresteret af det danske politi den 22. juni 1941, og indsat i Horserødlejren, på grund af helbredet blev han dog løsladt igen i 1942 og kunne derfor stille arbejde med illegalt arbejde. Efter befrielsen blev Rosendahl valgt ind i Folketinget, ved det efterfølgende valg i 1947 blev han dog ikke genopstillet, og fortsatte i stedet hans arbejde lokalt i Esbjerg. Borgerligt viet i 1905 med Hansigne Hansen (1898-1961).